# Canthigaster punctata
Canthigaster punctata és una espècie de peix de la família dels tetraodòntids i de l'ordre dels tetraodontiformes.

## Hàbitat
És un peix marí, de clima tropical i associat als esculls de corall que viu fins als 92 m de fondària.

## Distribució geogràfica
Es troba a l'oest de l'Índic (10° 23′ S, 61° 40′ E).

## Observacions
És inofensiu per als humans.